# 다다스의 숲

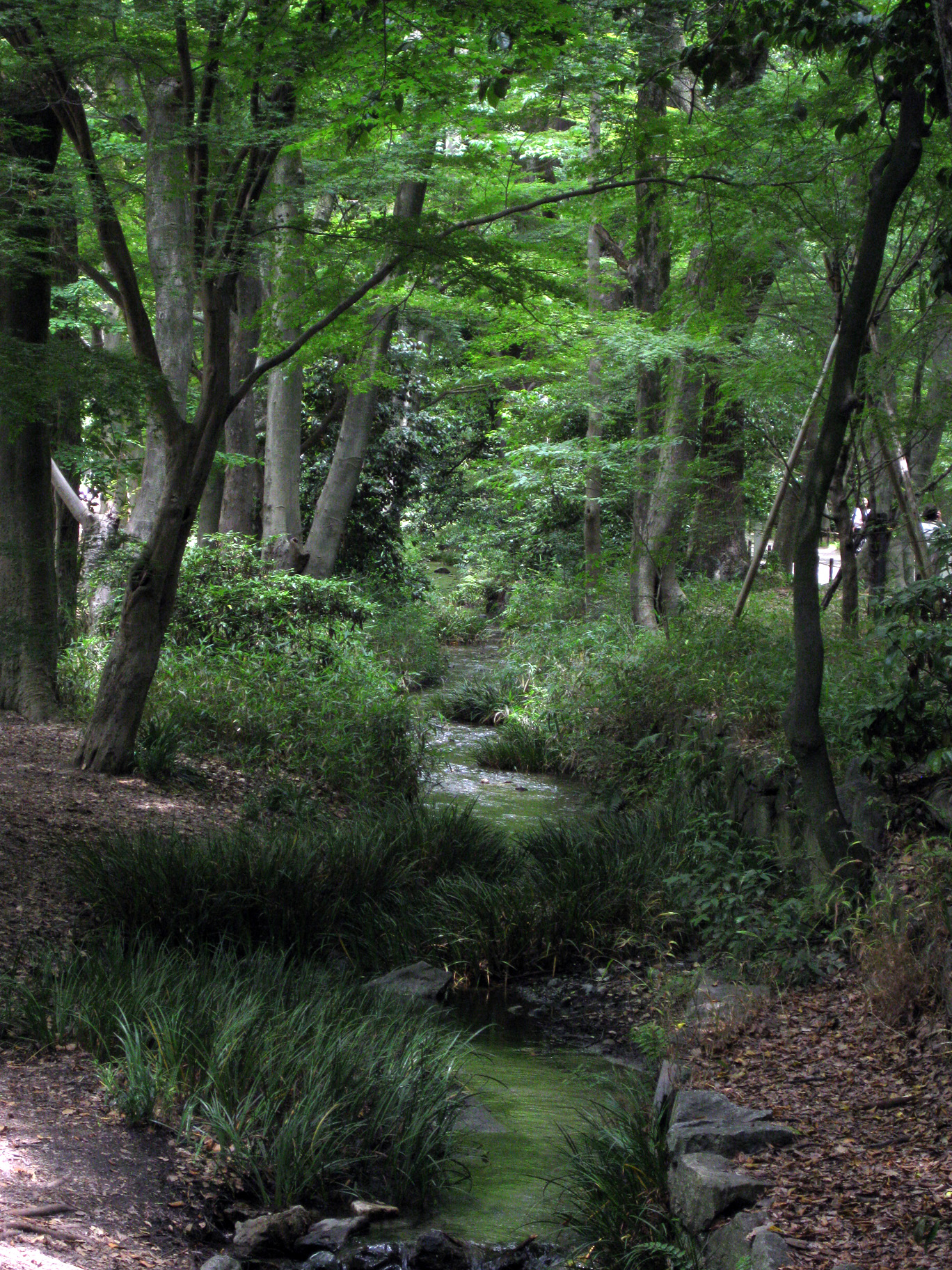
다다스의 숲

다다스의 숲(일본어: 糺の森 다다스노모리[*])는 교토시 사쿄구에 있는 숲이다. 가모미오야 신사 내부에 있다.